# Xã Brookfield, Quận Linn, Missouri
Xã Brookfield (tiếng Anh: Brookfield Township) là một xã thuộc quận Linn, tiểu bang Missouri, Hoa Kỳ. Năm 2010, dân số của xã này là 5.208 người.